# Alcan

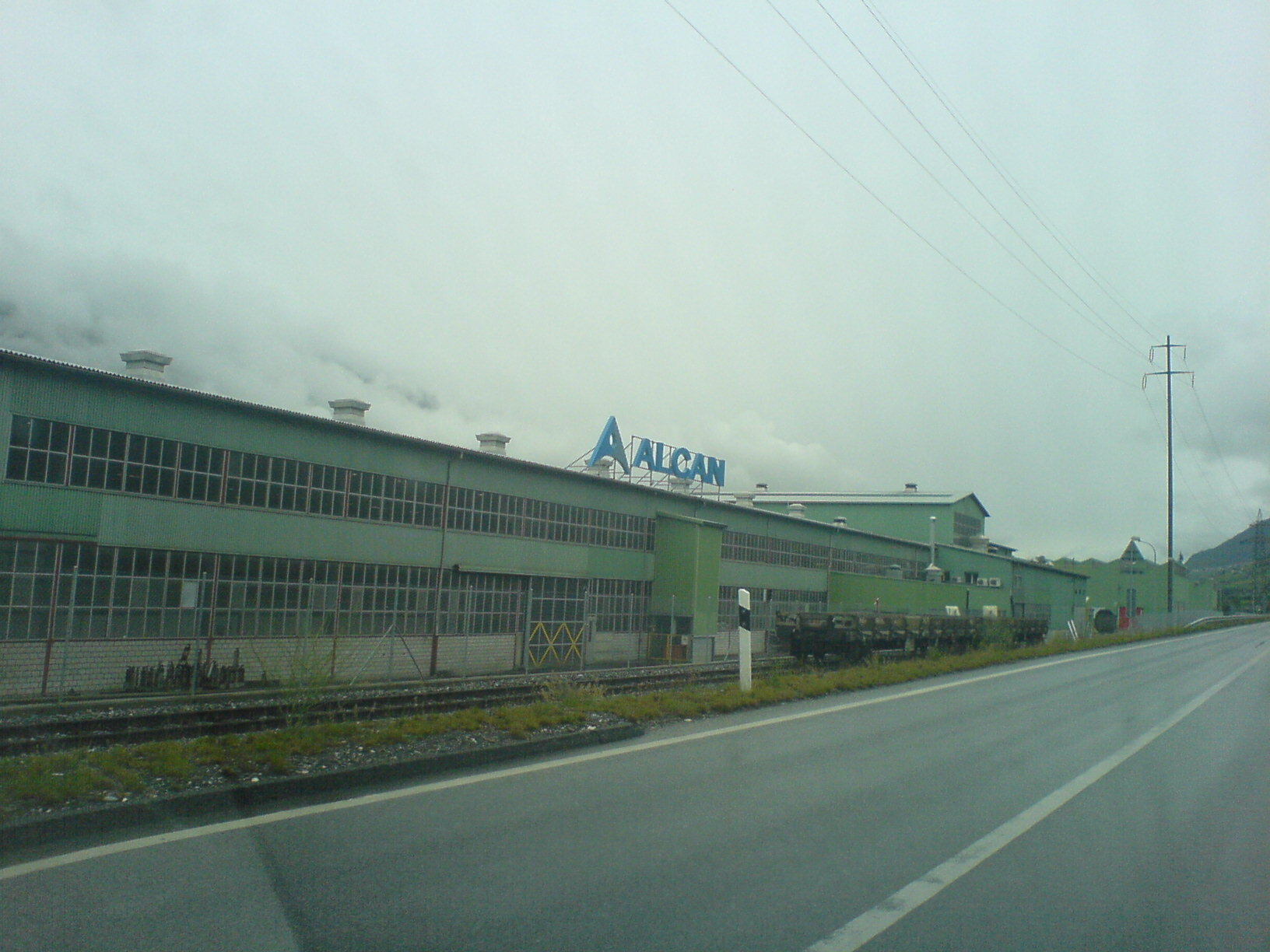
Planta en Valais, Suiza.

Alcan Inc. es la compañía aluminera más importante de Canadá y la tercera a nivel mundial, por detrás de su casa madre Alcoa (de la cual se separó en 1928) y Rusal; no obstante, Alcan es la más grande en ventas. Alcan extrae bauxita (mena de aluminio), fabrica y recicla placas de aluminio, papel aluminio, alambre y cable, además de aditamentos para puertas, ventanas y autopartes. Tiene más de 470 instalaciones en 65 países y comercializa para las industrias del embalaje, transporte y construcción.
En 1982, la empresa adquirió la British Aluminium Company, renombrando la operación bursátil por British Alcan. En 1999, tuvo un intento fallido de realizar una fusión de dos consorcios entre sí mismos con esta, algroup (Alusuisse Lonza Group) de Suiza y Pechiney de Francia. La fusión planteada fue bloqueada por la Comisión Europea, debido a los temores de una posible presencia monopólica. Después de que fracasó el convenio, Alcan adquirió algroup en 2000, operación que incluía en España a Cartonajes Suñer. En 2003, Alcan incorporó a Pechiney, consumando de esta forma el plan de fusión del año 1999.
Alcan está ubicada en Montreal, Quebec. 
En 2007 obtuvo unos ingresos de US$23,6 mil millones de dólares y tenía 68,000 empleados en sesenta y una naciones.
Luego de meses de lucha, los habitantes de Paraguay lograron que la empresa no se instale en el país, por sus antecedentes de destrucción del ambiente y denuncias a nivel mundial.